# Spikkestadbanen
Spikkestadbanen eller Spikkestadlinjen är en järnvägslinje från Asker till Spikkestad i Norge. Spikkestadlinjen är en del av Gamle Drammensbanen som öppnades den 3 juni 1872 och gick från Oslo till Drammen via Lierbyen. Totalt är järnvägslinjen 14 kilometer lång.
År 1973 öppnades Lieråsentunneln på Drammensbanen och trafiken till Drammen flyttades till den nya och kortare järnvägslinjen. Den nya tunneln kortade ned restiden mellan Oslo och Drammen med 45 minuter[källa behövs]. Det sista tåget mellan Spikkestad och Brakerøya (stadsdel i Drammen) gick den 2 juni 1973. Linjen mellan Asker och Spikkestad behölls för lokaltrafik. Bansträckan mellan Spikkestad och Drammen lades ned och delar av banvallen har gjorts om till cykelstig.
Stationerna längs Spikkestadlinjen är Asker, Bondivatn, Gullhella, Heggedal, Hallenskog, Røyken, Åsåker och Spikkestad.